# بریسی
بریسی (نام علمی: Cadaba) نام یک سرده از تیره کبریان است.